# Rosário, Maranhão
Rosário este un oraș în unitatea federativă Maranhão (MA), Brazilia.